# NGC 6313
NGC 6313 је спирална галаксија у сазвежђу Херкул која се налази на NGC листи објеката дубоког неба.
Деклинација објекта је + 48° 19' 54" а ректасцензија 17h 10m 20,7s. Привидна величина (магнитуда) објекта NGC 6313 износи 13,9 а фотографска магнитуда 14,7. NGC 6313 је још познат и под ознакама UGC 10742, MCG 8-31-25, CGCG 252-22, IRAS 17090+4823, PGC 59739.